# Chauffour-lès-Étréchy
Chauffour-lès-Étréchy település Franciaországban, Essonne megyében. Lakosainak száma 135 fő (2022. január 1.). Chauffour-lès-Étréchy Saint-Sulpice-de-Favières, Étréchy, Souzy-la-Briche és Villeconin községekkel határos.

## Népesség
A település népességének változása:
| Lakosok száma | 140  | 140  | 137  | 134  | 137  | 137  | 140  | 137  | 135  |
|               | 2013 | 2015 | 2016 | 2017 | 2018 | 2019 | 2020 | 2021 | 2022 |